# Гусяк, Дарья Юрьевна
Дарья Юрьевна Гусяк (укр. Дарія Юріївна Гусяк; 4 февраля 1924, Трускавец, Львовское воеводство — 12 августа 2022, Львов), в УПА известна под псевдонимами «Дарка», «Нуся» и «Чёрная») — украинский военный деятель, личная связная Романа Шухевича.

## Биография

### Ранние годы
Родилась 4 февраля 1924 году в Трускавце в семье Юрия и Марии Гусяков. По материнской линии родственница деятелей ОУН Дмитрия Данилишина и Василия Биласа. Окончила украинскую народную школу в городе, вступила в ОУН в 1939 году. В годы немецкой оккупации Украины окончила торговое училище в Дрогобыче. Будучи членом ОУН-УПА, в 1944 году после изгнания немцев с Западной Украины ушла в подполье.

### Связная Шухевича
В 1946 году совместно с Ольгой Илькив и Мартой Пашковской прибыла в Стрый, где познакомилась с другой деятельницей ОУН-УПА Екатериной Зарицкой. От неё получила распоряжение подготовить конспиративную штаб-квартиру, которую удалось организовать в селе Громное Городокского района Львовской области. Спустя три недели зимой 1947 года квартиру посетил Роман Шухевич, который в знак благодарности за проделанную работу назначил Дарью собственной связной под оперативным псевдонимом «Нуся».
С мая 1947 года Дарья стала прикрывать конспиративную квартиру Шухевича, однако даже после того, как советская разведка раскрыла этот секрет, продолжила выполнять секретные задания. Осенью 1948 года она попыталась устроить взрывы в Киеве и Полтаве (подорвать памятники Ленину и Петру I). По личному распоряжению Шухевича Гусяк (она же «Нуся») также пыталась наладить контакты с представителями американского посольства и найти поддержку для ОУН-УПА. В январе 1950 года для этого она вылетала в Москву по поддельным документам и остановилась в гостинице «Метрополь». Ей удалось установить адрес посольства США (улица Моховая, дом 13) и наметить место встречи командования УПА с дипломатами США.

### Арест, суд, приговор
В конце февраля 1950 года Дарья вернулась во Львов. 4 марта 1950 она встретилась с одной из студенток медицинского института. Дарья попыталась кое-что сказать студентке, но та отвлеклась на разговор с подругой. На следующей трамвайной остановке все три девушки вышли. Студентка пошла по улице Пушкина вместе с подругой, а Гусяк направилась в противоположную сторону. Спустя несколько минут Гусяк арестовали сотрудники МГБ — это была засада, спланированная Павлом Судоплатовым. По заявлению Судоплатова, при аресте Гусяк оказала сопротивление и застрелила лейтенанта госбезопасности. У Дарьи были изъяты пистолет, два магазина с патронами, цианистый калий, образцы разных подписей начальников паспортных столов, штампы «выбыл», «выписан» и список лекарств, которые она собиралась передать уже больному Роману Шухевичу. Несмотря на арест, 5 марта 1950 Гусяк успела отправить записку Шухевичу. В тот же день подразделение МГБ под командованием генерала Дроздова провело операцию по захвату Шухевича, в ходе которой он был убит.
До суда Гусяк содержалась под арестом в Тюрьме на Лонцкого во Львове, через год была доставлена в Киев, где активно сотрудничала со следствием. В итоге она была осуждена по статье 54.1 (пункт «а») УК УССР «Измена Родине» за связь с Организацией украинских националистов и приговорена к 25 годам тюрьмы. Наказание она отбывала в тюрьмах Верхнеуральска и Владимира, а затем и в селе Барашево (Мордовия). Во время отбытия наказания почти полностью лишилась зрения и начала страдать дерматозами. В марте 1975 года освобождена с условием невозвращения на Западную Украину.

### После освобождения
С 1975 по 1995 годы Дарья Гусяк проживала в Волочиске (Хмельницкая область) совместно с Екатериной Зарицкой, которая также была осуждена за сотрудничество с ОУН. В 1995 году Гусяк переехала во Львов, где проживала до своей кончины, участвуя активно в политической жизни Львова и всей Украины. Награждена Орденом Льва (наградой города Львова) и Орденом княгини Ольги III степени.
Указом Президента Украины Петра Порошенко № 336/2016 от 19 августа 2016 года награждена юбилейной медалью «25 лет независимости Украины».
Скончалась 12 августа 2022 года.

## Интересные факты
- Внешность и манеры Дарьи Гусяк сотрудники органов госбезопасности описывали так:

Высокого роста (до 175 см), худощавая, тонкая, плечи опущенные, шея длинная, брюнетка, носит косу, лицо длинное…, несимпатичное, лоб высокий, ровный, глаза тёмные, брови широкие дугообразные, нос длинный, тонкий…, зубы кривые, в верхней и нижней челюсти несколько вставных золотых зубов, рот небольшой с приподнятыми углами, губы тонкие, подбородок угловатый…
В движениях энергичная, хорошо играет на гитаре. Летом носит светлое платье, чёрные босоножки, имеет тёмно-синий плащ…В феврале 1949 года во Львове появлялась в шерстяной куртке пепельного цвета и такого же цвета юбке, сшитых костюмировано, чёрных хромовых сапогах, тёмно-синей с красными разводами шерстяной косынке.
- 21 октября 2009 во Львове в продажу поступили игральные карты с изображениями деятелей ОУН-УПА[4], и Дарья Гусяк попала в число «дам»[5].